# A nyelv eredete

## A nyelv eredete
Az emberi nyelv eredetéről szóló viták már évszázadok óta áthatják a tudományos fórumokat, de a mai napig nem alakult ki széles körben elfogadott elmélet. A gondot az empirikus adatok hiánya okozza, ezért nagyon sok hipotézist állítottak már fel arról, hogy miért, mikor és hol jelent meg először az emberi nyelvhasználat. 
A modern tudomány perspektívájából a beszéden alapuló kommunikáció fejlődésében fő akadályt az jelenti, hogy a szimbólumok, mivel mesterséges asszociációk, nem megbízhatóak és hamisak lehetnek.  „Üres szavak” – szól a mondás. Ezzel szemben az állati vokális jelzések a legmegbízhatóbbak. Ha a macska dorombol, egyértelműen az elégedettség jelzésének vélhetjük, nem azért hihetjük el, mert a macska őszinte akar lenni, hanem azért, mert képtelen színlelni a hangot. A szavakat azonban könnyű meghamisítani. A hallgatóknak meg kell győződniük arról, hogy bízhatnak beszélgetőtársuk őszinteségében. A nyelv egyik sajátos jellemzője a referencia, az, hogy távoli, nem jelenlévő dolgokra is tudunk utalni. A nyelv eredetéről szóló elméleteknek magyarázniuk kell, hogy miért lehetséges, hogy az emberek ilyesfajta hamisítható jelzéseknek hisznek, olyan módon, ahogy azt az állatvilágban sosem figyelhetjük meg.

## Az anyai nyelv hipotézis
W. Tecumseh Fitch 2004-ben a darwini rokonszelekció elvet alapul véve alkotta meg elméletét, amelyben azt veti fel, hogy a nyelvek eredetileg „anyai nyelvek” voltak. Ha a nyelv eredetileg anyák és gyermekeik közötti kommunikációs célt szolgált, akkor ez elvezetett volna ahhoz, hogy elegendő bizalommal és együttműködéssel fogadjuk a megbízhatatlan jelzéseket [1].
Az elméletben kételkedők szerint rokonszelekció más fajoknál is létezik, felmerül tehát a kérdés, hogy a gorilla anyuka miért nem beszél kicsinyiével? Másrészt pedig nehéz elképzelni, hogy az emberek csak rokonaikkal társalogtak, a fennmaradás és a vérfertőzés elkerülése érdekében nem rokonaikkal is kapcsolatba kellett lépniük [2].
A kötelező reciprok altruizmus hipotézis
Ib Ulbaek is egy darwini alapelvre, a reciprok altruizmusra építi elméletét, amikor azt írja, hogy az elvet – miszerint „Ha te megvakarod a hátam, akkor én is tiedet.” – lingvisztikailag a következőképp is lehet értelmezni: „Ha te őszintén beszélsz velem, akkor én is veled.” Ulbaek szerint ahhoz, hogy a nyelv kifejlődhessen, az egész közösségre e szabálynak kellett volna hatnia. Ezzel a fajta szociális reciprok altruizmussal magyarázzák a gyors enkefalizációt és az Australopitecus átalakulását Homo Sapiens-é [3].
Az elméletet kritizálók szerint a nyelv nem a reciprok altruizmus elvén működik, az embereket nem az vezérli, hogy bizonyos információkért cserébe tartsák vissza sajátjukat. Épp az ellenkezőjét figyelhetjük meg, inkább reklámozni szeretnék a világnak a társas jelentőséggel bíró mondanivalójukat, híresztelve azt bárkinek, aki hajlandó meghallgatni [4].
A pletyka és kurkászás hipotézis
Robert Dunbar szerint a pletyka ugyanazt a szerepet tölti be emberek körében, mint a főemlősök kurkászása, mindkét faj ezáltal tartja fent kapcsolatait. Ahogy az emberek egyre nagyobb csoportokban élnek, a fizikai kurkászásra, ápolgatásra már nem maradt elegendő idejük, ezért találták fel a sokkal hatékonyabb „vokális kurkászást”. Így akár egyszerre több ismerőssel tudunk egy időben foglalkozni, és kezeink is szabadok maradnak, amivel még további feladatokat láthatunk el. A „vokális kurkászásból” fejlődött ki a nyelv és alakult ez az aktivitás pletykává [5]. 
Kritikaként említhető, hogy az elmélet pont a lényeget nem magyarázza, azt, hogy hogyan alakult át a „vokális kurkászás” komplex kognitív folyamatokat igénylő jelentésteli beszéddé [6].

## Szertartás/beszéd koevolúció
Az elmélet eredetileg Roy Rappaport-tól származik, de azóta több antropológus is továbbfejlesztette már [7]. Szerintük nem létezik olyasmi, mint a nyelv eredetének elmélete, azért, mert a nyelv nem külön adaptáció, hanem az emberi szimbolikus kultúra eleme és része. A nyelv kialakulását önállóan magyarázni nem lehetséges, mivel nem működik a társas mechanizmusok és intézmények rendszerén kívül. E alapgondolat hívei vallják a legelhivatottabban, hogy a szavak üresek, nem lehet bízni bennük, a nyelv tisztán szociális konvenció. Ezzel szemben a főemlősök vokalizációi érzelmileg telítettek, jelentést hordoznak és nehéz őket megjátszani. A nyelv viszont csak akkor működik, ha hiteles képet alakítunk ki magunkról egy olyan társadalomban, ahol szimbolikus kulturális jelzéseket állítunk fel és tartunk meg, kollektív társas megerősítés útján [8]. Bármely vadászó-gyűjtögető társadalomban az intézményes jelzésekbe vetett bizalom felépítése rituális [9]. Tehát a kutatók feladata még inkább multidiszciplináris jellegű, mint általában, mivel az egész humán szimbolikus kultúra evolúciós megjelenését célozza meg.
A fenti elgondolást kritizálók közé tartozik például Chomsky, aki a nyelvre, mint veleszületett képességre tekint, szerinte ez a „nem-létező” hipotézis magának a nyelvnek, mint tudományterületnek a tagadása [10].

## Fordítás
- Ez a szócikk részben vagy egészben  az   Origin_of_language című angol Wikipédia-szócikk fordításán alapul.  Az eredeti cikk szerkesztőit annak laptörténete sorolja fel. Ez a jelzés csupán a megfogalmazás eredetét és a szerzői jogokat jelzi, nem szolgál a cikkben szereplő információk forrásmegjelöléseként.